# OOR (Magazin)
OOR ist ein niederländisches Musikmagazin, das 1971 in Amsterdam gegründet wurde. Seit 1980 ist das Magazin in Hilversum angesiedelt, trug bis 1984 den Namen Muziekkrant OOR (de: Musikmagazin Ohr) und ist die größte und älteste existierende Musikzeitschrift auf dem niederländischen Markt.
Seit Oktober 2005 ist OOR ein Hochglanzmagazin, da das Musikmagazin Aloha, welches sich an ältere Musikfans gerichtet hatte,  mit OOR fusioniert worden war. Im Januar 2017 feierte OOR sein 45-jähriges Jubiläum mit einer speziellen Jubiläumsausgabe mit den 45 besten Singles aus der 45-jährigen Geschichte von OOR.
Ein beliebter Bereich im OOR ist der Bereich De Platenkast (de: Der Plattenschrank), in dem bekannte Niederländer anhand ihrer Plattensammlung interviewt werden.

## Geschichte

### Frühe Jahre
OOR wurde am 1. April 1971 vom Barend Toet (* 3. Januar 1947), einem Studenten der Politikwissenschaft gegründet. Als Vorbilder hatte Toet vor allem Musikzeitschriften wie den Rolling Stone und den Melody Maker im Sinn.
Die erste Ausgabe, die einen breiten Umfang mit Artikeln zu Popmusik, Jazz und klassischer Musik hatte und in einer Auflage von 20.000 Exemplaren erschien, wurde von Berry Visser, Gründer des Konzertveranstalters Mojo Concerts, finanziert.
OOR wurde am 1. Januar 1972 an Levisson (Graficus, Stripblad) verkauft und konzentrierte sich fortan mehr auf Popmusik. Am 1. Mai 1973 wurde es in die Firma Keihard & Swingend eingegliedert, woraufhin die Auflage schnell auf 40.000 Exemplare anstieg.
Mitte der 1970er Jahre befand sich OOR in der Lange Leidsedwarsstraat in Amsterdam, später in Amsterdam-Zuid in der IJsselstraat. OOR war mehrmals mit einem Stand auf dem Pinkpop-Festival vertreten. Bekannte Herausgeber dieser Zeit waren Jan Maarten de Winter und Constant Meijers.
Ab Januar 1980 wurde OOR im Magazinformat veröffentlicht; vier Jahre später wurde das Format weiter verkleinert, die Bezeichnung „Muziekkrant“ verschwand vom Cover und das Magazin kündigte an, nun verstärkt auch über Film, Literatur, Kabarett und Kunst zu berichten, was jedoch nicht lange Bestand hatte.

### OORs Pop-Enzyklopädie
Als ab 1. Januar 1977 wurde OOR an die Jongerenmedia BV übertragen worden war, die damals auch den Hitkrant herausgab, erschien ab Herbst 1977 auch die erste Ausgabe von OORs Pop Encyclopedia, die anschließend alle zwei Jahre erschien und zunächst weitgehend auf der erstmals 1976 erschienenen Illustrated New Musical Express Encyclopedia of Rock basierte. Ende 1978 wurde Jongerenmedia BV für 900.000 Gulden von der Elsevier-Tochter Folio Group übernommen. Im Herbst 1980 zog OOR nach Hilversum. Die Jahre des großen Wachstums waren vorbei und erst mit der Einführung der Compact Disc in den 1980er Jahren stieg die Auflage wieder an. OOR und Hitkrant blieben bis in die 1990er Jahre bei Elsevier, bis die Telegraaf Tijdschrift Groep die Publikumszeitschriften von Elsevier übernahm.

### Veränderungen
Im Jahr 2002 verkaufte TTG OOR an die Dutch Magazines Group (NTG) von Erik de Vlieger, ebenfalls Herausgeber des Popmagazins Aloha. OOR geriet in Schwierigkeiten, unter anderem aufgrund des zusammengebrochenen Musikmarktes und Problemen beim Verlag selber. Im Jahr 2004 klagten einige Freier Mitarbeiter wegen Zahlungsrückständen gegen NTG. Seit dem 20. Januar 2005 erscheint OOR nicht mehr zweiwöchentlich, sondern monatlich. Im Sommer 2005 erwarb die Argo Group das Magazin von NTG und im Oktober 2005 wurden Aloha und OOR fusioniert. Im Jahr 2015 führte das Magazin den Club OOR ein, der es Abonnenten ermöglicht, monatlich kostenlose Konzerte in Veranstaltungsorten wie dem Melkweg, Tivoli in Vredenburg und dem Effenaar zu besuchen.

## Mitbewerber
In der langen Zeit des Bestehens von OOR gab es kaum Konkurrenz. Bereits 1974, drei Jahre nach der Gründung von OOR, verschwand das Magazin Aloha, die ehemalige Hitweek, die bis dahin viel, aber nicht ausschließlich, über Musik geschrieben hatte.
Ernsthafte Konkurrenz entstand 1981 mit der Einführung der Zeitschrift Vinyl, die sich zunächst ausschließlich auf innovative Popmusik konzentrierte. Als das Magazin Ende der 1980er Jahre in Schwierigkeiten geriet, machte der Herausgeber von OOR ein Angebot für den Titel, um das Magazin aufzulösen.
m Dezember 2005 erschien mit Revolver (heute: Lust for Life) ein weiterer Konkurrent für OOR, basierend auf den britischen Magazinen Uncut und Mojo. Herausgeber war der ehemalige WEA-Promoter Tjerk Lammers, dem ehemaligen Chefredakteur von Aloha.